# Sender Europeu E1
El sender europeu de llarga distància E1, o simplement sender E1, és un dels senders europeus de llarga distància designats per l'Associació Europea d'Excursionistes (European Ramblers Association, ERA). Té una longitud total d'uns 7.114 quilòmetres (4.420 mi). Comença a Noruega, al Cap Nord (noruec: Nordkapp) al municipi de Nordkapp, progressa cap al sud i creua el Kattegat entre Suècia i Dinamarca amb ferri. Passa per Dinamarca, Alemanya i Suïssa per acabar a Capo Passero, Itàlia. Aquest camí es va ampliar cap al sud fins a Sicília, a Itàlia, el 2018.
Les marques específiques de l'E1 només es veuen en alguns llocs, com ara als passos fronterers o a les interseccions amb altres camins; en cas contrari, s'utilitzen els senyals i les marques de les rutes locals que formen l'E1. El camí està descrit aquí en direcció nord-sud, tot i que està senyalitzat en ambdues direccions.

## Noruega
El 2010 i el 2011, l'Associació Noruega de Senderisme va crear una ruta de senderisme senyalitzada des del Nordkapp fins a Kautokeino . També seguint la Nordkalottruta i la Grensesømmen, això va estendre l'E1 fins al Cap Nord. Els Nordkalottruta (Kautokeino- Treriksrøysa - Abisko - Sulitjelma) i Grensømmen (Sulitjelma-Røssvatnet-Børgefjell- Gressåmoen-Sylan-Grövelsjön) travessen diverses vegades la frontera noruec-finlandesa i noruec-sueca. La ruta entre Nordkapp i Grövelsjön passa en part per zones molt remotes amb molt pocs refugis i molt poc servei disponible. Hi ha trams del camí sense senyalització, cosa que significa que els excursionistes han de trobar la seva pròpia ruta.

### Inici noruec
El 4 de juny de 2013, Innovasjon Norge i l'Associació Noruega de Senderisme van marcar la inauguració oficial de la part noruega del camí. El camí s'estén per 2.105 quilòmetres (1,308 mi) i té 60.000 marques en monticles de pedres o tiges d'arbres durant tot el camí, excepte a través del Parc Nacional de Børgefjell; la normativa del Parc Nacional de Børgefjell prohibeix les marques. La secció de Børgefjell només està marcada als mapes. Això també és vàlid per a la següent secció; des de l'extrem sud del Parc Nacional de Børgefjell fins a Sætertjønnhytta, al municipi de Steinkjer, no hi ha senyals de senderisme per desig del poble sami i altres consideracions.

### Ruta

#### Parts marcades amb monticles de pedres
Nordkapp → Túnel del Cap Nord
Túnel del Cap Nord → Parc Nacional de Stabbursdalen
Parc Nacional Stabbursdalen → Masi
Masi → Kautokeino
Kautokeino → Parc Nacional de Reisa
Parc Nacional de Reisa → Àrea salvatge de Käsivarsi (Finlàndia)
Zona salvatge de Käsivarsi (Finlàndia) → Kilpisjärvi (Finlàndia)
Kilpisjärvi (Finlàndia) → Malla Strict Nature Reserve (Finlàndia)
Reserva natural estricta de Malla (Finlàndia) → Goldahytta prop de Treriksrøysa (Suècia, Finlàndia, Noruega)
Goldahytta a prop de Treriksrøysa (Suècia, Finlàndia, Noruega) → Parc Nacional d'Øvre Dividal
Parc Nacional d'Øvre Dividal → Altevatnet
Altevatnet → Torneträsk (Suècia)
Torneträsk (Suècia) → Narvikfjellene
Narvikfjellene → Tysfjorden
Tysfjorden → Parc Nacional Stora Sjöfallet (Suècia)
Parc nacional de Stora Sjöfallet (Suècia) → Parc nacional de Padjelanta (Suècia)
Parc Nacional de Padjelanta (Suècia) → Parc Nacional de Junkerdal
Parc nacional de Junkerdal → Parc nacional de Saltfjellet–Svartisen
Parc nacional de Saltfjellet–Svartisen → Okstindan
Okstindan → Parc nacional de Børgefjell

#### Només les parts marcades al mapa
El camí passa pel Parc Nacional de Børgefjell i després, des de l'extrem sud del Parc Nacional de Børgefjell al municipi de Røyrvik, comtat de Trøndelag, continua a través de Røyrvik, sobre Steinfjellet al municipi de Namsskogan i torna a Røyrvik. El camí continua per Tunnsjøen fins a Skorovatn a Namsskogan de nou, per Gruvefjellet fins a Midtre Nesåvatnet, i després per sota de Nesåpiggen a Røyrvik de nou. Després, continua fins a Skjelbredtunet al municipi de Lierne i a través del parc nacional de Blåfjella–Skjækerfjella fins al llac Holderen al municipi de Snåsa. Continua prop de l'aeroport de Gaundalen sobre Skjækerfjella fins a Sætertjønnhytta al municipi de Steinkjer al costat del llac Skæhkerenjaevrie, a prop del centre geogràfic de Noruega. En aquestes zones, no hi ha marques distintives per desig del poble sami ni per altres consideracions.

## Suècia

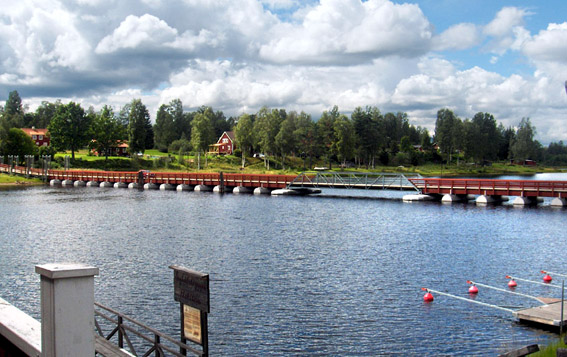
Riu Österdalälven prop de Gagnef

Svenska Turistföreningen és l'organització responsable d'aquest tram de la ruta.

### Ruta
El camí comença a Grövelsjön (llac Grövel), que es troba a prop de la frontera entre Noruega i Suècia, a prop d'Idre. Utilitza una sèrie de camins establerts que connecten fins a Halmstad, una ciutat a la costa al sud de Göteborg, des d'on salpa el ferri a Dinamarca.
Des del seu inici, segueix Vasaloppsleden, Siljansleden, la part sud del Malingsbo-Kloten Rundan, Bergslagsleden, Västra Vätterleden al llarg de la vora occidental del llac Vättern, una petita part de Södra Vätterleden a Ulricehamn i un sender de connexió fins a Sjuleden ärad, Vildmarksleden i Bohusleden a Göteborg i Hallandsleden a Halmstad.
Longitud total del camí a Suècia: aproximadament 1.200 quilòmetres (750 mi).
Des del començament de Grövelsjön, altres rutes de senderisme establertes van més al nord, per exemple arribant a Hemavan, des d'on el conegut Kungsleden va a Abisko, a l'extrem nord de Suècia.

### Pràctic
La ruta consisteix principalment en senders estrets que travessen els turons boscosos del centre de Suècia i evita la majoria de centres de població. No hi ha gaires botigues al llarg de la ruta, així que pot ser necessari planificar o desviar-se de la ruta per comprar subministraments. Els camins estan impresos en mapes topogràfics suecs, per la qual cosa no calen mapes o guies especials. A Suècia es permet acampar en llibertat. Alternativament, hi ha molts vindskydd (un tipus de cobert) al llarg de la ruta. Es tracta de cabanes de troncs senzilles de tres costats amb el costat obert mirant cap a una foguera. Sovint es troben en llocs idíl·lics i són d'ús gratuït.

## Dinamarca

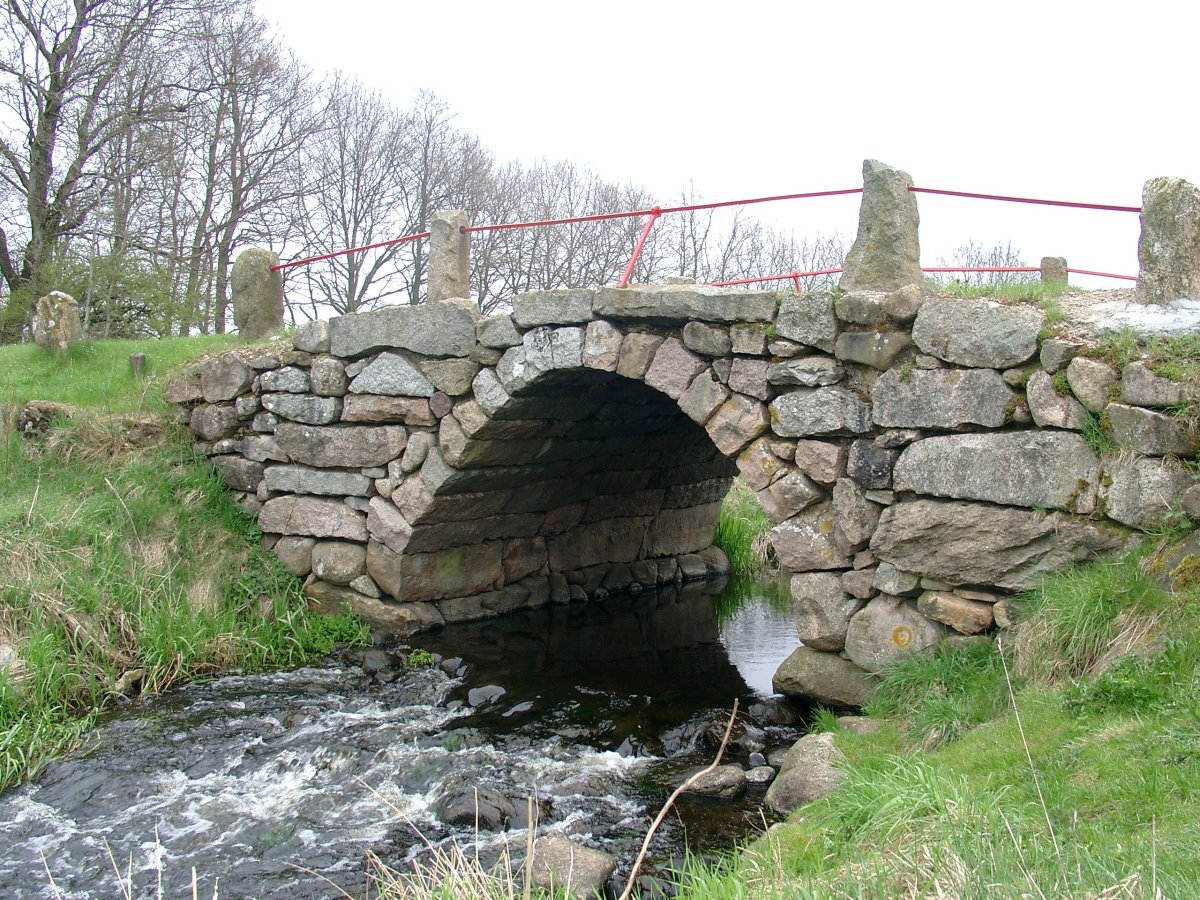
Pont de Povl de 1744

Dansk Vandrelaug és l'organització responsable d'aquest tram de la ruta.

### Ruta
El ferri des de Halmstad, a Suècia, arriba a Grenå. L'enllaç de Grenå a Vrads Sande al Hærvej es va inaugurar el 2006. La primera part d'aquesta nova etapa és la ruta de Mols fins a Århus. A continuació, fa servir la ruta Århus - Silkeborg passant per Skanderborg fins a Virklund i de Virklund a Vrads al Horsens Silkeborg naturstien. A Vrads, connecta amb l'històric Hærvej, que continua cap al sud fins a la frontera alemanya. Connecta amb la ruta europea de senderisme E6, a prop de Padborg. Des de Bov, una part del Gendarmstien s'utilitza per unir el Hærvejen amb l'Ochsenweg alemany. La frontera es creua entre Kruså i Kupfermühle.
La longitud total a Dinamarca és de 378 quilòmetres (235 mi).

### Pràctic
A Dinamarca no es permet acampar en plena natura. Tanmateix, hi ha càmpings primitius (en danès: lejrplads ) al llarg de la ruta, que normalment tenen espai per plantar-hi unes quantes tendes, una aixeta o bomba d'aigua i un lavabo senzill, i sovint són d'ús gratuït. La ruta es considera fàcil; també passa per pobles més grans, per la qual cosa hi ha altres formes d'allotjament i subministraments accessibles.

## Alemanya
A Alemanya, les organitzacions regionals de senderisme són responsables de la senyalització i el manteniment de la E1 a la seva zona, amb la Deutsche Wanderverband com a organització paraigua.
La longitud total a Alemanya és de 1.829,5 quilòmetres (1.136,8 mi).

### Schleswig-Holstein i Hamburg
La Wanderverband Norddeutschland és l'organització responsable d'aquest tram de la ruta.
Aquest tram de la ruta E1 és el mateix que el de la ruta E6. El camí creua la frontera a Kupfermühle, prop de Flensburg, i passa per les ciutats de Flensburg i Schleswig. Toca el Naturpark Hüttener Berge i corre paral·lel a la costa del mar Bàltic fins a arribar a la ciutat de Kiel. Després de Kiel, passa per les ciutats de Preetz, Plön, Malente, Eutin i Neustadt de camí a Lübeck. Continua via Ratzeburg i Mölln fins a Güster; aquí el camí de l'E1 es ramifica des de l'E6. A Hamburg, la ruta creua el riu Elba .
El Schlei–Eider–Elbe Wanderweg es coneix com l'alternativa oest (Westvariant) de l'E1 entre Flensburg i Hamburg. Corre paral·lel a la costa del Mar del Nord i a l'Elba en comptes del Bàltic.
Ruta detallada: Kupfermühle–Sankelmark–Schleswig–Ascheffel–Aschau–Strande–Kiel–Preetz–Niederkleveez–Schönwalde am Bungsberg–Klingberg–Kreutzkamp–Krummesee–Mölln–Güster–Witzhave–Hamburg .

### Baixa Saxònia
Hamburg–Neugraben-Fischbek–Harburg Hills–Buchholz in der Nordheide–Undeloh–Soltau–Müden–Celle–Fuhrberg–Otternhagen–Haste–Springe–Hameln–Bösingfeld
Longitud d'aquest tram: 339 quilòmetres (211 mi).

### Rin del Nord-Westfàlia
Bösingfeld–Lemgo–Horn-Bad Meinberg–Herbrahmwald–Blankerode–Marsberg–Wirminghausen–Schwalefeld–Altastenburg–Bad Berleburg–Bad Laasphe–Lahnhof–Siegen–Herdorf
Longitud d'aquest tram: 275 quilòmetres (171 mi).

### Renània-Palatinat (Rheinland-Pfalz)
Herdorf–Fuchskaute–Unnau–Selters–Montabaur–Nassau–Balduinstein–Michelbach–Idstein
Longitud d'aquest tram: 169 quilòmetres (105 mi).

### Hessen
Idstein–Oberursel–Frankfurt-Sachsenhausen–Dreieichenhain–Ober-Ramstadt–Bensheim–Nieder-Liebersbach–Heidelberg
Longitud d'aquest tram: 166,5 quilòmetres (103,5 mi).

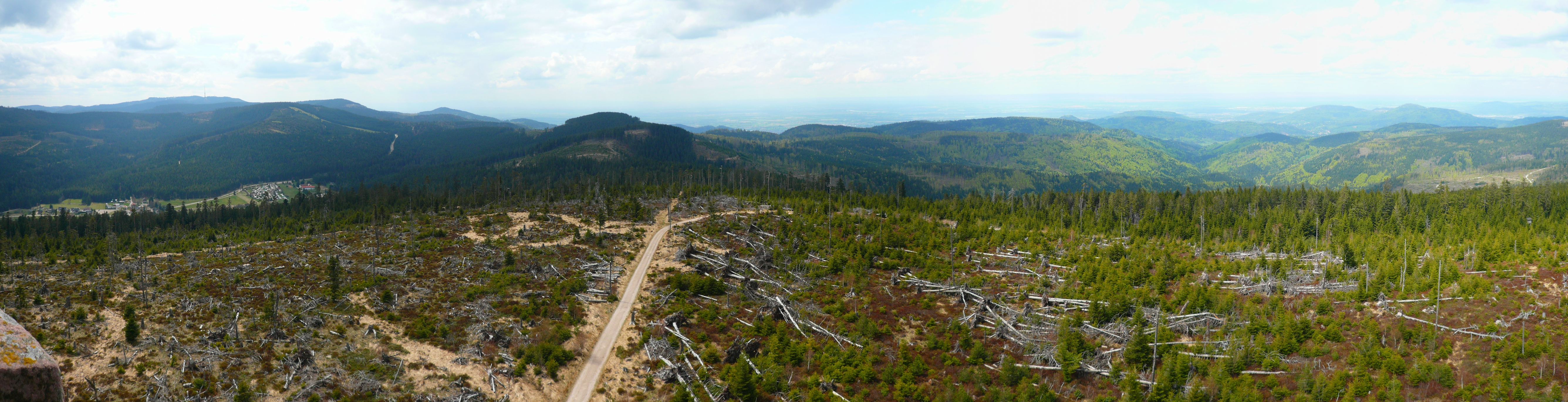
Vista des de Badener Höhe

### Baden-Württemberg
L'E1 a la Selva Negra segueix camins de llarga distància preexistents. Segueix el Westweg des de la ciutat de Heidelberg fins a Schlierbach –Rauenberg–Odenheim–Bretten–Pforzheim–Dobel–Forbach passant per Kaiser Wilhelm-Turm (una torre mirador)–Badener Höhe– el Mummelsee–Hausach–el Titisee–el cim del Feldberg–el Schluchsee. Des d'allà, segueix la ruta de la Selva Negra de Friburg-Llac de Constança fins a Boll, Riedöschingen, Engen, Singen, Langenrain i Constança .
Longitud d'aquest tram: 464 quilòmetres (288 mi).

## Suïssa

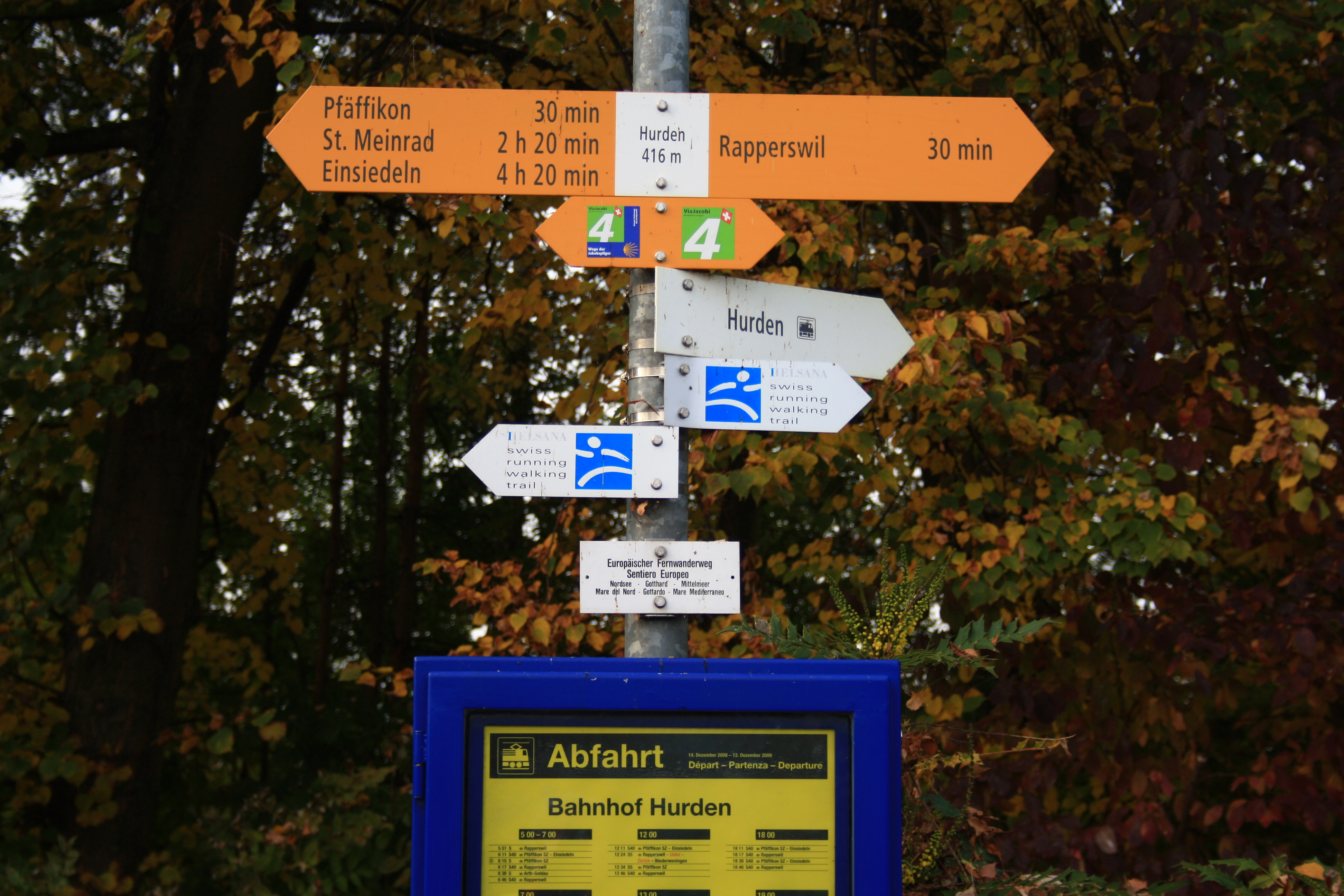
Senyal de senderisme a Hurden

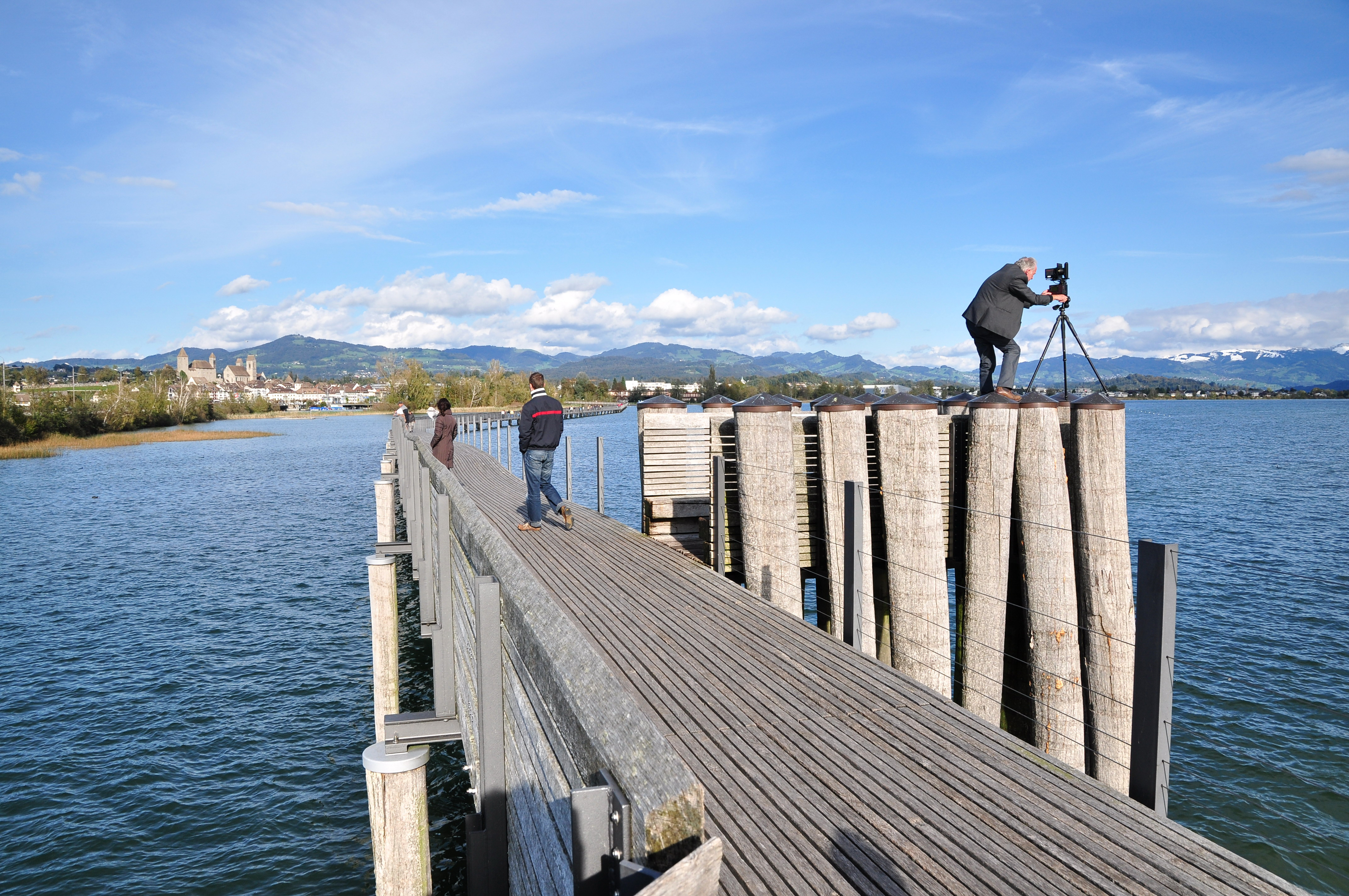
Holzbrücke Rapperswil-Hurden (Camí de Sant Jaume) entre Rapperswil i Hurden

Schweizer Wanderwege és l'organització responsable d'aquest tram de la ruta.

### Ruta
Suïssa té una densa xarxa de nodes de senders per a vianants amb cruïlles senyalitzades. L'E1 rarament apareix senyalitzada per separat en aquests senyals, però les rutes nacionals que segueix l'E1 generalment estan marcades. La ruta de l'E1 va de Constança a Wattwil, i després segueix la Via Jacobi (part del Camí de Sant Jaume ) per arribar al llac dels Quatre Cantons a Brunnen . Des de Brunnen, segueix la riba del llac fins a Flüelen pel Camí Suís . Des de Flüelen fins a la frontera italiana, s'utilitza el sender transsuís, senyalitzat com a Fernwanderweg 2. El camí puja pel pas de Sant Gotthard, el punt més alt del camí, amb 2.106 metres (6,909 peus). Després de seguir la Strada alta Leventina a través del Ticino, l'E1 arriba a la frontera de Porto Ceresio, Itàlia.
La longitud total de la ruta a Suïssa és de 348 quilòmetres (216 mi).

## Itàlia
La Federazione Italiana Excursionismo és l'organització responsable d'aquest tram de la ruta.
La ruta comença a Porto Ceresio, continua fins al llac Major i entra a les muntanyes de Ligúria (hi ha un ramal cap al Mediterrani a Gènova) i després fins al Passo della Bochetta. Després travessa la part oriental de les muntanyes lígures (Alta Via dei Monti Liguri) fins al Passo dei Due Santi. Continua per la carena dels Apenins a través de la Toscana (Grande Escursione Appenninica) fins a Bocca Trabaria, i després per la carena dels Apenins a través d'Úmbria fins a Castelluccio. La ruta travessa les muntanyes al llarg de la frontera entre els Abruços i el Laci, passant per Simbruini, Ernici i el Parc Nacional dels Abruços, el Laci i el Molise fins a la frontera entre el Laci i el Molise a Scapoli. L'últim tram continua per Campània, Basilicata, Calàbria i Sicília, acabant a Capo Passero. Aquesta secció final encara no s'havia completat el 2023 i, per tant, no és contínua.
La longitud total de la ruta a Itàlia és de més de 2.000 quilòmetres (1,200 mi); la seva longitud exacta no està clara.